# Redondela
Redondela – miasto położone w północno-zachodniej Hiszpanii, we wspólnocie autonomicznej Galicja, prowincji Pontevedra, nad zatoką Vigo.
W mieście jest stacja kolejowa Redondela.

## Zabytki
Miasto jest słynne z dwóch połączonych ze sobą wiaduktów kolejowych: "El Viaducto de Madrid" oraz "El Viaducto de Pontevedra" przebiegających ponad miastem. Wiadukty zostały wybudowane w XIX wieku. Ich łączna długość wynosi 411 metrów.

## Urodzeni w Redondeli
- Iago Bouzón – hiszpański piłkarz
- Pablo Couñago – hiszpański piłkarz
- José Ángel Egido – aktor hiszpański
- Reveriano Soutullo – kompozytor
- Marcos Serrano – hiszpański kolarz szosowy
- Ignacio Ramonet – hiszpański dziennikarz, czołowa postać ruchu alterglobalistycznego